# Mirče Acev
Mirče Acev, makedonski komunist, partizan in narodni heroj, * 20. oktober 1915, vas Oreovec pri Prilepu, † 4. januar 1943, Veles.

## Življenjepis
Acev je bil od 1940 partijski delavec v ilegali. Kot član PK KPJ in glavnega štaba je organiziral vstajo v Makedoniji. 1942 je postal sekretar začasnega CK KPJ za Makedonijo. Sodeloval je v bitkah za osvoboditev Prilepa in Velesa. Bolgarska policija ga je decembra 1942 ujela. V skopskem zaporu je umrl zaradi mučenja.